# Artavazd Pelešjan
Artavazd Ašotovič Pelešjan (in armeno Արտավազդ Փելեշյան?, in russo Артавазд Ашотович Пелешян?; Gyumri, 22 febbraio 1938) è un regista armeno, realizzatore di corto e mediometraggi molto particolari nel campo della cinematografia documentaria.

## Biografia
Artavazd Pelešjan nasce il 22 febbraio del 1938 a Leninakan (oggi Gyumri), in Armenia. Studia in un istituto tecnico e lavora come disegnatore industriale, ma si interessa anche di musica e cinema. Nel 1963 si trasferisce a Mosca per iscriversi al VGIK, dove studia le opere di Ejzenstejn, Vertov, Romm e Jutkevič, ma anche di alcuni registi occidentali le cui opere erano state importate in Unione Sovietica con la destalinizzazione (Fellini, Antonioni, Resnais). Per il VGIK gira i primi lungometraggi: Pattuglia di montagna (1964), Il cavallo bianco (1965), La terra degli uomini (1966). Nel 1967 si diploma con un corto dedicato alla rivoluzione d'ottobre e ai suoi effetti sulla storia del ventesimo secolo, L'inizio, che anticipa i caratteri della produzione successiva: uso di materiali di repertorio, montaggio anti-naturalistico, musica che fa da contrappunto alle immagini.
Il successivo Noi (1969), un poema visivo dedicato all'Armenia e al suo popolo, mostra la raggiunta maturazione del regista e applica pienamente i principi del "montaggio della distanza" da lui teorizzati. Il corto vince il Gran Premio al Kurzfilmtage Festival d'Oberhausen del 1970. Nel 1971 gira Abitanti, che attraverso il montaggio contrappone l'armonia della natura e degli animali alla frenesia della civiltà. In questo periodo formalizza le sue teorie sul montaggio nel saggio "Il montaggio a contrappunto o la teoria del montaggio a distanza", che sarà pubblicato nel libro Il mio cinema nel 1988. I temi naturalistici ritornano nel corto Quattro stagioni (1975), con la fotografia di Michail Vartanov (collaboratore di Sergej Paradžanov).
Dopo un decennio di inattività, nel 1982 filma il suo film più lungo, Il nostro secolo, un documentario sperimentale dedicato alle conquiste spaziali. Impiegando nuovamente le sofisticate tecniche di montaggio del regista, il film mostra le delicate fasi che precedono un lancio e riprende il tema del conflitto tra le tecnologie dell'uomo e le forze della natura. Come i film precedenti, anche Il nostro secolo trova scarsa distribuzione fuori dall'Unione Sovietica fino alla metà degli anni ottanta quando, in contemporanea alla politica di apertura voluta da Michail Gorbačëv, il critico francese Serge Daney organizza a Parigi le prime retrospettive sul cinema sovietico. Il riconoscimento critico delle opere di Pelešjan arriva ai festival di Rotterdam, Pesaro e Nyon nella seconda metà del decennio, soprattutto da parte della stampa francese.
Tra il 1992 e il 1993 gira i suoi ultimi due cortometraggi, Fine e Vita. Nel 2011 Pietro Marcello gli dedica un documentario, Il silenzio di Pelešjan.

## Filmografia
- Pattuglia di montagna (Լեռնային պարեկ) (1964)
- Il cavallo bianco (Белый конь) (1965)
- La terra degli uomini (Մարդկանց երկիրը) (1966)
- Il principio (Սկիզբը) (1967)
- Noi (Մենք) (1969)
- Gli abitanti (Բնակիչները) (1970)
- Pastorale d'autunno (Осенняя пастораль) (1971) (realizzato da Michail Vartanov)
- Il momento sorprendente (Աստղային ժամ) (1972)
- Quattro stagioni (Տարվա եղանակները) (1975)
- Il nostro secolo (Մեր դար) (1982)
- Fine (Վերջը) (1992)
- Vita (Կյանք) (1993)